# Wang Xiaobo
Wang Xiaobo (chiń. 王小波; pinyin Wáng Xiǎobō; ur. 13 maja 1952 w Pekinie, zm. 11 kwietnia 1997 tamże) – chiński pisarz.

## Życiorys
W 1968, drugim roku rewolucji kulturalnej został zesłany najpierw na wieś do prowincji Junnan jako przedstawiciel „młodzieży inteligenckiej”, a następnie do prowincji Szantung. W 1972 zezwolono mu na powrót do stolicy, gdzie znalazł zatrudnienie w lokalnej fabryce. Od 1978 do 1982 roku Wang odbył studia ekonomiczne na Chińskim Uniwersytecie Ludowym, a 6 lat później uzyskał tytuł magisterski na Uniwersytecie w Pittsburgu. Po powrocie do Chin rozpoczął nauczanie na wydziale nauk społecznych Uniwersytetu Pekińskiego oraz na wydziale rachunkowości Chińskiego Uniwersytetu Ludowego. Od 1992 zajmował się głównie pisarstwem.

## Twórczość
Pierwszą książką przetłumaczoną na język polski jest Miłość w czasach rewolucji (革命时期的爱情) w przekładzie Katarzyny Sarek, wydana przez Państwowy Instytut Wydawniczy w listopadzie 2019 roku. Kolejne dzieło wydane przez Państwowy Instytut Wydawniczy, również w tłumaczeniu Katarzyny Sarek, to Złote Czasy (黄金时代) w 2021 roku.
Poniższa lista zawiera niewydane w Polsce utwory:
- 思维的乐趣 (1996), pol. Przyjemność Myślenia
- 沉默的大多数 (1998), pol. Milcząca Większość